# Maison de Noailles
Pour les articles homonymes, voir Noailles.
 (mars 2025).
Si vous disposez d'ouvrages ou d'articles de référence ou si vous connaissez des sites web de qualité traitant du thème abordé ici, merci de compléter l'article en donnant les références utiles à sa vérifiabilité et en les liant à la section « Notes et références ».
La maison de Noailles est une famille subsistante de noblesse d'extraction dont la filiation agnatique est prouvée depuis 1225 (pour les honneurs de la Cour).
Originaire de Noailles, dans le Limousin, elle développe plusieurs branches en Auvergne et en Guyenne. La famille obtint la grandesse d'Espagne en 1711.
Elle compte un cardinal et quatre de ses membres ont été revêtus de la dignité de maréchal de France.

## Branche aînée des ducs de Noailles et d'Ayen
Le duché-pairie de Noailles a été créé en 1663 pour Anne de Noailles, comte d'Ayen, par érection du comté d'Ayen, réunis aux seigneuries de Larche, Terrasson et Mansac.
Puis, le titre de duc d'Ayen a été créé en 1737 par érection de la terre de Noailles en duché (non pair) au profit de Louis de Noailles ([1713-1793), comte d'Ayen, alors fils héritier du duc de Noailles.

### Filiation simplifiée
- Louis de Noailles (1484–1540), seigneur de Noailles, de Chambres au Vigean, de Montclar(d) à Anglards, marié en 1502 à Catherine de Pierre-Buffière, 19 enfants dont :
- Antoine de Noailles (1504–1562), seigneur de Noailles, Chambres, Montclar, Noailhac et Carbonnières (à Goulles), gouverneur et maire de Bordeaux, lieutenant-général en Guyenne, ambassadeur, amiral, frère de François et de Gilles. Il épousa en 1540 Anne de Gontaut, fille de Raymond, seigneur de Cabreret.
- François de Noailles (1519-1585), frère d'Antoine et de Gilles, protonotaire, ambassadeur à Venise, Londres, Rome et Constantinople.
- Gilles de Noailles, abbé de l'Isle (1524–1600), frère d'Antoine et de François, ambassadeur en Écosse, puis à la Sublime Porte de Constantinople.
- Henri de Noailles (Londres 1554–1632), seigneur de Chambres et de Nozières. Lieutenant général pour le Haut-Pays d'Auvergne, épouse en 1578 Jeanne-Germaine d'Espagne, fille de Jacques et de Catherine de Narbonne, dont :
- François de Noailles (1584–1645), seigneur de Chambres, comte d'Ayen, bailli des Montagnes d'Auvergne, épouse en 1601 Rose de Roquelaure, dame de Montvert, fille du maréchal de Roquelaure, lieutenant général pour le Haut-Pays d'Auvergne.

### Liste des ducs de Noailles
Les deuxième, troisième et quatrième ducs furent tous trois maréchaux de France. Les troisième, cinquième et sixième ducs furent chevaliers de la Toison d'or.

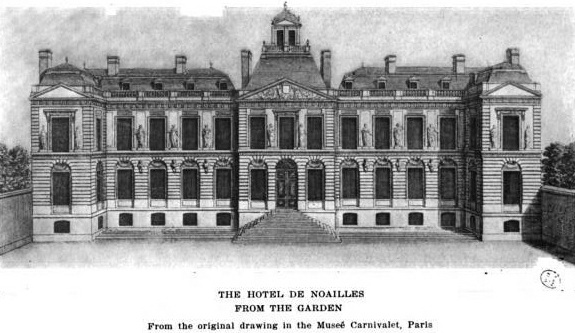
L'hôtel de Noailles à Paris.

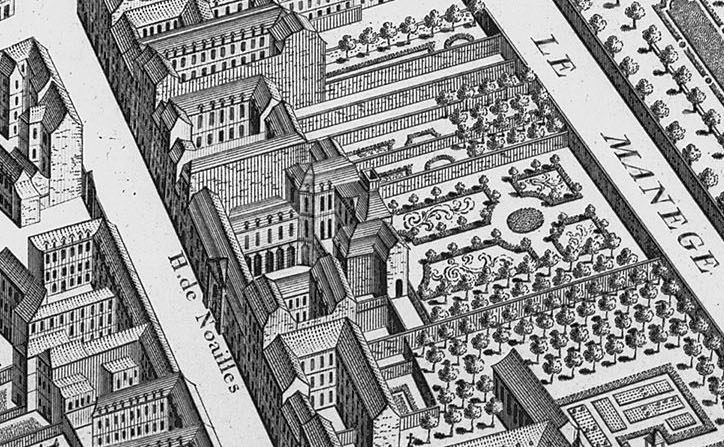
L'hôtel de Noailles, près du palais des Tuileries en 1737.

1. 1663-1678 : Anne de Noailles (apr. 1613-1678), 1er duc de Noailles (1663), pair de France, fils du précédent ;
2. 1678-1708 : Anne-Jules de Noailles (1650–1708), 2e duc de Noailles, pair et maréchal de France, fils du précédent ;
3. 1708-1766 : Adrien Maurice de Noailles (1678–1766), 3e duc de Noailles, pair et maréchal de France (1734), secrétaire d'État aux Affaires étrangères (1744), fils du précédent ;
4. 1766-1793 : Louis de Noailles (1713–1793), 4e duc de Noailles, pair et maréchal de France, fils du précédent ;
5. 1793-1824 : Jean-Louis-Paul-François de Noailles (1739–1824), 5e duc de Noailles, marquis de Maintenon, pair de France, militaire et chimiste, membre de l'Académie des sciences, fils du précédent. Sans descendance masculine survivante, la succession passe à son petit-neveu Paul qui est arrière-petit-fils du 4e duc ;
6. 1824-1885 : Paul de Noailles (1802–1885), 6e duc de Noailles, pair de France, historien, membre de l'Académie française, petit-neveu du précédent ;
7. 1885-1895 : Jules Charles Victurnien de Noailles (1826–1895), 7e duc de Noailles ;
8. 1895-1953 : Adrien Maurice Victurnien Mathieu de Noailles (1869–1953), 8e duc de Noailles, qui n'aura qu'un seul fils : Jean Maurice Paul Jules de Noailles (1893-1945), 6e duc d'Ayen, mort pour la France au camp de Bergen-Belsen après son fils Adrien-Maurice de Noailles (1925–1944) tué au maquis des Vosges ;
9. 1953-2009 : François Agénor Alexandre Hélie de Noailles (1905-2009), 9e duc de Noailles, neveu du précédent ;
10. 2009- : Hélie de Noailles (né en 1943), duc d'Ayen puis 10e duc de Noailles, fils du précédent.

### Liste des ducs d'Ayen
Le titre de duc d'Ayen est porté par le fils aîné du duc de Noailles et héritier présomptif du titre.
1. 1737-1766 : Louis de Noailles (1713–1793), comte puis 1er duc d'Ayen (1737) puis 4e duc de Noailles, maréchal de France ;
2. 1766-1824 : Jean-Louis-Paul-François de Noailles (1739–1824), 2e duc d'Ayen puis 5e duc de Noailles, marquis de Maintenon, pair de France, militaire et chimiste, membre de l'Académie des sciences ;
3. 1824-1826 : Paul de Noailles (1802–1885), 3e duc d'Ayen et 6e duc de Noailles, pair de France, historien, membre de l'Académie française ;
4. 1826-1885 : Jules Charles Victurnien de Noailles (1826–1895), 4e duc d'Ayen puis 7e duc de Noailles ;
5. 1885-1895 : Adrien Maurice Victurnien Mathieu de Noailles (1869–1953), 5e duc d'Ayen puis 8e duc de Noailles ;
6. 1895-1945 : Jean Maurice Paul Jules de Noailles (1893-1945, mort pour la France), 6e duc d'Ayen, déporté au Camp de Bergen-Belsen fils du précédent ;
7. 1945-1953 : François Agénor Alexandre Hélie de Noailles (1905-2009), 7e « duc d'Ayen »[1] puis 9e duc de Noailles, cousin germain du précédent ;
8. 1953-2009 : Hélie de Noailles (né en 1943), 8e duc d'Ayen, puis 10e duc de Noailles, fils du précédent ;
9. 2009- : Emmanuel Paul Louis Marie de Noailles (né en 1983), 9e et actuel duc d'Ayen, fils du précédent ;

## Branche cadette des ducs de Mouchy et princes de Poix
Le titre de duc de Mouchy est porté dans une branche cadette de la famille de Noailles dont le fondateur, le maréchal Philippe de Noailles (1715–1794), était un frère cadet du 4e duc de Noailles. Il hérita en 1729 de sa tante la principauté de Poix et en 1747 le titre espagnol de duc de Mouchy. Dans cette branche, le titre de prince de Poix est traditionnellement porté par le fils aîné du duc de Mouchy. En 1767, Philippe de Noailles fut fait duc de Poix en France (titre de duc à brevet d'honneur, en principe non transmissible).
Trois des enfants de Philippe moururent en bas âge, le dernier avant la naissance de Philippe Louis Marc Antoine de Noailles (1752-1819), qui fut dès lors titré prince de Poix à sa naissance. À la mort de son père, sur l'échafaud, en 1794, il devint prince-duc de Poix et duc espagnol de Mouchy. Sous la Restauration, en 1817, il fut créé duc français de Mouchy et pair de France. Depuis lors, le chef de cette branche est possesseur des titres de duc de Mouchy et de duc et prince de Poix (mais il ne porte que celui de duc de Mouchy laissant à son héritier présomptif celui de duc et prince de Poix, ce dernier ne portant d'ailleurs traditionnellement que celui de prince de Poix).

### Liste des ducs de Mouchy
1. 1747-1794 : Philippe de Noailles (1715–1794), 1er duc espagnol de Mouchy, prince de Poix (1729-1747), duc de Poix (1767-1794), maréchal de France ; fils cadet d'Adrien Maurice de Noailles, 3e duc de Noailles ;
2. 1794-1819 : Philippe Louis Marc Antoine de Noailles (1752-1819), 2e duc espagnol de Mouchy (1794), 1er duc français de Mouchy (1817) et prince-duc de Poix ;
3. 1819-1834 : Charles-Arthur-Tristan Languedoc de Noailles (1771-1834), 3e duc espagnol de Mouchy, 2e duc français de Mouchy et prince-duc de Poix. De son mariage avec Natalie de Laborde de Méréville, il n'a eu qu'une fille Charlotte. Les titres espagnols de duc de Mouchy et prince de Poix sont donc en principe éteints, à défaut de lettres de relief du roi d'Espagne.
4. 1834-1846 : Antonin Claude Dominique Just de Noailles (1777–1846), frère du dernier duc, 3e duc français de Mouchy, 4e duc espagnol de Mouchy et prince-duc de Poix, député de la Meurthe ;
5. 1846-1854 : Charles Philippe Henri de Noailles (1808-1854), 4e duc français de Mouchy, 5e duc espagnol de Mouchy et prince-duc de Poix ;
6. 1854-1909 : Antoine Just Léon Marie de Noailles (1841-1909), 5e duc français de Mouchy, 6e duc espagnol de Mouchy et prince-duc de Poix ;
7. 1909-1947 : Henri Antoine Marie de Noailles (1890-1947), 6e duc français de Mouchy, 7e duc espagnol de Mouchy et prince-duc de Poix ;
8. 1947-2011 : Philippe François Armand Marie de Noailles (1922-2011), 7e duc français de Mouchy, 8e duc espagnol de Mouchy et prince-duc de Poix.
9. 2011- : Antoine Georges Marie de Noailles (°1950), 8e duc français de Mouchy, 9e duc espagnol de Mouchy et prince-duc de Poix. Son héritier présomptif est son fils aîné Charles Antoine Marie de Noailles (°1984), prince de Poix.

### Liste des princes de Poix
1. 1729-1747 : Philippe de Noailles (1715–1794), 1er prince de Poix, 1er duc espagnol de Mouchy et duc de Poix, maréchal de France ;
2. 1747 : Charles Adrien de Noailles (né et mort en 1747), 2e prince de Poix ;
3. 1748-1750 : Louis Philippe de Noailles (1748-1750), 3e prince de Poix ;
4. 1750-1752 : Daniel François Marie de Noailles (1750-1752), 4e prince de Poix ;
5. 1752-1794 : Philippe Louis Marc Antoine de Noailles (1752-1819), 5e prince de Poix, 2e duc espagnol de Mouchy et prince-duc de Poix ;
6. 1794-1819 : Charles-Arthur-Tristan Languedoc de Noailles (1771-1834), 6e prince de Poix, 3e duc espagnol de Mouchy, 2e duc français de Mouchy et prince-duc de Poix (1819) ;
7. 1819-1834 : Antonin Claude Dominique Just de Noailles (1777–1846), 7e prince de Poix, 4e duc espagnol de Mouchy, 3e duc français de Mouchy et prince-duc de Poix (1834) ;
8. 1834-1846 : Charles Philippe Henri de Noailles (1808-1854), 8e prince de Poix, 5e duc espagnol de Mouchy, 4e duc français de Mouchy et prince-duc de Poix (1846) ;
9. 1846-1866 : Antoine Just Léon Marie de Noailles (1841-1909), 9e prince de Poix, 6e duc espagnol de Mouchy, 5e duc français de Mouchy et prince-duc de Poix (1866) ;
10. 1866-1900 : François Joseph Eugène Napoléon de Noailles (1866-1900), 10e prince de Poix ;
11. 1900-1922 : Henri Antoine Marie de Noailles (1890-1947), 11e prince de Poix, 7e duc espagnol de Mouchy, 6e duc français de Mouchy et prince-duc de Poix (1922) ;
12. 1922-1950 : Philippe François Armand Marie de Noailles (1922-2011), 12e prince de Poix, 8e duc espagnol de Mouchy, 7e duc français de Mouchy et prince-duc de Poix (1950) ;
13. 1950-2011 : Antoine Georges Marie de Noailles (°1950), 13e prince de Poix, 9e duc espagnol de Mouchy, 8e duc français de Mouchy et prince-duc de Poix (2011) ;
14. 2011- : Charles Antoine Marie de Noailles (°1984), 14e prince de Poix.

## Autres personnalités
- Anne Paule Dominique de Noailles, marquise de Montagu[2]
- Antoine de Noailles (1504–1562), 1er comte de Noailles, amiral de France.
- Henri de Noailles (1554–1623).
- Charles de Noailles (1589-1648), abbé d'Aurillac, évêque de Saint-Flour (1609-1646), comte-évêque de Rodez (1646-1648).
- Louis Antoine de Noailles (1651-1729), fut cardinal et archevêque de Paris (1695-1729).
- Jean François de Noailles (1658 - 1699), marquis de Noailles, maréchal des camps et armées du Roi ;
- Emmanuel Marie Louis de Noailles (1743–1822), marquis de Noailles, diplomate.
- Louis Marie Antoine de Noailles (1756-1804), vicomte de Noailles, homme politique français.
- Louis Joseph Alexis de Noailles (1783-1835), député
- Marie-Victoire de Noailles (1688-1766), duchesse d'Antin, marquise de Gondrin, puis en 1723, comtesse de Toulouse et duchesse de Penthièvre.
- Emmanuel Henri Victurnien de Noailles (1830–1909), marquis de Noailles, diplomate.
- Charles de Noailles, vicomte de Noailles (1891-1981) époux de Marie-Laure Bischoffsheim, mécène.

### Membres par alliances de la famille
- Marguerite Thérèse Rouillé de Meslay (1660 - 1729), marquise de Noailles ;
- Catherine de Cossé-Brissac (1724-1794), duchesse de Noailles, guillotinée lors de la Révolution française ;
- Gilbert du Motier, marquis de La Fayette, époux en 1774 de Marie Adrienne Françoise de Noailles (1759-1807), fille de Jean Louis Paul François de Noailles (1739–1824).
- Anna de Noailles née Anna Bassaraba de Brancovan (1876-1933), femme de lettres, comtesse Mathieu de Noailles (lui-même fils de Jules de Noailles, 4e duc d'Ayen, et frère d'Adrien de Noailles, 5e duc d'Ayen).
- Marie-Laure de Noailles née Marie-Laure Bischoffsheim (1902-1970), vicomtesse Charles de Noailles, mécène française et membre du Comité de réceptions de la Biennale de Paris.
- Solange d'Ayen (née Solange Marie Christine Louise de Labriffe) (1898–1976), journaliste, duchesse d'Ayen, épouse de Jean Maurice Paul Jules de Noailles[3]

## Demeures
- Château de Noailles (Corrèze) ;
- Château de Champlâtreux ;
- Château de Mouchy le Châtel ;
- Château de Chambres, au Vigean ;
- Château d'Arpajon (Essonne), disparu ;
- Château de Maintenon ;
- Château de Nozières ;
- Château de Pénières, à Cros-de-Montvert ;
- Château de Pinon ;
- Hôtel de Noailles (Paris)

### Fonds d'archives
Les papiers familiaux et personnels sont conservés aux Archives nationales sous la cote 111AP
- « Salle de lecture virtuelle », sur archives-nationales.culture.gouv.fr (consulté le 16 novembre 2023).